# GMA Network
GMA Network, Inc. (splošno znan kot GMA) je filipinsko medijsko podjetje s sedežem v Quezon Cityju. Leta 1950 jo je ustanovil Robert Stewart.
Podjetje upravlja več radijskih in televizijskih postaj na Filipinih, vključno z GMA, GTV, Super Radyo DZBB 594 in Barangay LS 97.1.